# Controversia por el nombre del idioma español

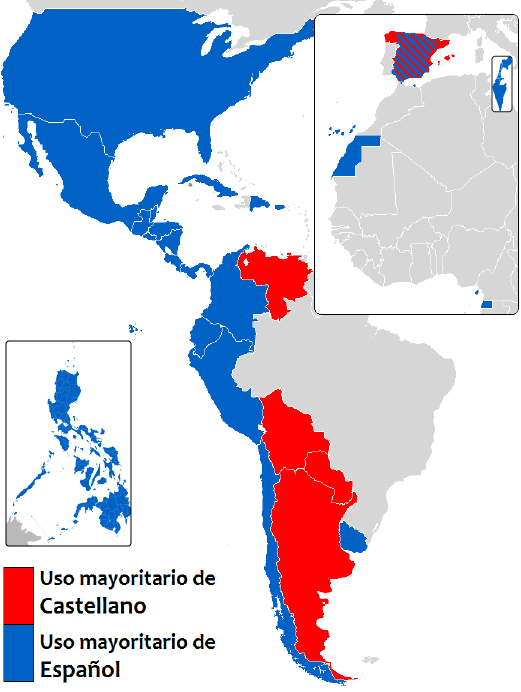

La controversia por el nombre del idioma español es la discusión sobre si resulta más apropiado denominar al idioma común hablado en España, Hispanoamérica, Guinea Ecuatorial y en otras zonas hispanohablantes como «español» o «castellano», o bien si ambas formas son equivalentes.
Si bien se considera que ambos nombres equivalen al mismo idioma, la controversia radica en si se considera más adecuado usar el término en función de su origen (el romance castellano) o en función a su denominación más conocida (el español); o bien, si al referirse al castellano, se hace referencia al español hablado en España o se trataría de un sinónimo del español en cualquier parte del mundo.

## Introducción
Como muchas de las controversias relacionadas con la denominación de una lengua identificable con un determinado territorio (español con España, y castellano con Castilla), o que lleva aparejada una ideología o un pasado histórico que provoca rechazo, o que implica una lucha en favor de una denominación única para facilitar su identificación internacional y la localización de las producciones en dicha lengua (por ejemplo, en redes informáticas), algunas corrientes de opinión consideran la controversia como extralingüística.

## Antecedentes en España

### España

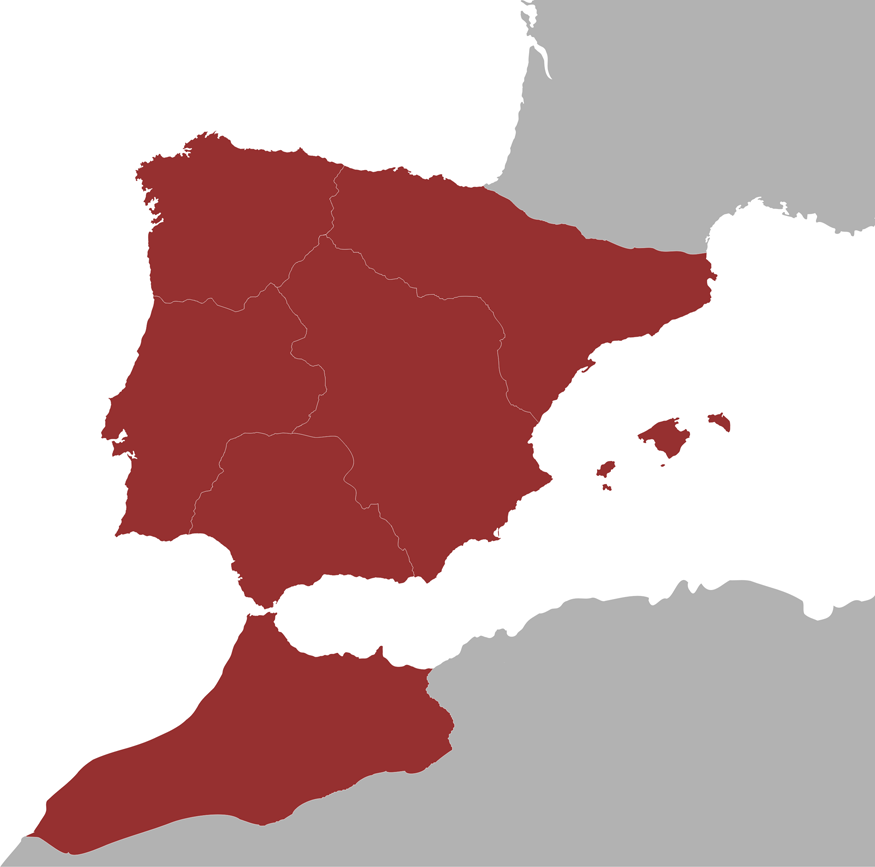
Diócesis administrativa de la Hispania romana tras la reforma diocenaria.

Hispania era el nombre dado por los fenicios a la península ibérica, posteriormente utilizado por los romanos, y parte de la nomenclatura oficial de las tres provincias romanas que crearon ahí: Hispania Ulterior Baetica, Hispania Citerior Tarraconensis e Hispania Ulterior Lusitania. Posteriormente se crearon las provincias Carthaginense y Gallaecia.
El nombre de España deriva de Hispania, nombre con el que los romanos designaban al conjunto de la península ibérica, término alternativo al nombre Iberia, preferido por los autores griegos para referirse al mismo espacio. Sin embargo, el hecho de que el término Hispania no es de raíz latina ha llevado a la formulación de varias teorías sobre su origen, algunas de ellas controvertidas (ver Etimología de Hispania).
Después del Imperio Romano, según cuenta San Isidoro, con la dominación de los visigodos se vuelve a acariciar la idea de la unidad peninsular y se habla por primera vez de la madre España, que igualmente incluye la actual Portugal. La posterior invasión musulmana siguió utilizando el mismo término como raíz (Isbāniyā), y al comienzo del proceso reconquistador los cristianos a menudo denominaban a los territorios todavía no conquistados como las «tierras de España» (inicios del s. XII), aunque al acabar el siglo pasaron a denominar como los cinco reinos de España a León, Castilla, Navarra, Portugal y Aragón.
A lo largo de la historia, diversos estados y multitud de pueblos asentaron en la península ibérica sus instituciones políticas. Dado que algunos desaparecieron y otros evolucionaron, no existe consenso historiográfico a la hora de precisar en qué momento temporal se puede situar el origen o fundación de España como país (nación o Estado), hasta el punto de que incluso se baraja la posibilidad de que tal momento no se pueda precisar, por entender que España es el fruto de un proceso evolutivo.
Existen cinco propuestas principales para situar el momento a partir del cual se puede hablar de España como país: la época del Reino visigodo de Toledo; la unión de las coronas de Castilla y de Aragón a partir de los Reyes Católicos; la existencia de un primer monarca común, Carlos I; la pérdida de la mayoría de territorios europeos extrapeninsulares con motivo de la Guerra de Sucesión unida al cambio organizativo y político que el centralismo de Felipe V supuso; y la guerra de Independencia y consiguiente promulgación de la Constitución de Cádiz.
En 1572, el escritor Luís de Camões, después de más de 25 años de trabajo, termina su obra Os Lusíadas (Los de Lusitania), canto épico sobre la hazaña de Vasco de Gama. Algunos consideran que en esa época los portugueses se consideraban españoles pese a ser un reino independiente, y ven en esta cita una señal de que empiezan a percibir como un peligro para su lusidad los intereses castellanos con y para la península. Sin embargo, la cita menciona a todos los reinos de la península salvo al lusitano.
Ya desde temprano se comienza a hablar de España en el exterior. La palabra «español», el gentilicio, es un término occitano que se comienza a usar en el s. XI. Antes de que aparezca el concepto de español entre los reinos peninsulares cristianos, en Europa ya se habla de España en términos adulatorios o despectivos, cuando sus reinos comienzan a extenderse. Guicciardini y Castiglione en el s. XVI se refieren a una «nación española».[cita requerida]

### Castilla
Castilla es el nombre de una región histórica española de límites difusos, resultado de la evolución del primitivo y reducido Condado de Castilla (siglos IX a XI), pasando por el Reino de Castilla (siglos XI a XIII), la extensa Corona de Castilla (siglos XIII a XIX), las regiones de Castilla la Vieja y Castilla la Nueva (siglos XIX a XX), y dos autonomías que así se autodefinen en sus estatutos (a partir de finales del siglo XX).
El origen del Condado de Castilla es un pequeño territorio situado en el norte de la provincia de Burgos, conocido como el Área Paterniani.
Castilla es conocida por ser la cuna del idioma español o castellano.
Castilla (nombrada en los primeros documentos en castellano antiguo como Castella o Castiella) significa, según su etimología,  «tierra de castillos». Los historiadores árabes la denominaban Qashtāla قشتالة y su nombre aparece justificado como «tierra sembrada de castillos». El término vendría del latín castellum, diminutivo este a su vez del término castrum (castro, fortificación de la Iberia prerromana).
Se considera que el nombre de Castilla nació testimonialmente el 15 de septiembre del 800 en el hoy desaparecido monasterio de Emeterio de Taranco de Mena (Burgos), situado en esa localidad.[cita requerida]

La Corona de Castilla a lo largo de la historia

La Castilla a la que se alude en posteriores fuentes del s. IX se refiere al territorio que se extiende desde la vertiente sur de la cordillera Cantábrica hasta las localidades de Mena, Losa, Sotoscueva, Brañosera, Aguilar de Campoo, Tedeja, Puentelarrá y Valpuesta. Posteriormente, bajo la misma denominación se incluirá a toda la Bardulia altomedieval.[cita requerida]
El territorio donde nació la primigenia Castilla (norte de la provincia de Burgos y parte de las adyacentes de Palencia, Álava y Cantabria) era denominada Bardulia. A partir del siglo IX será cuando se empieza a extender el uso del término «Castilla».[cita requerida]
En la actualidad son dos las comunidades autónomas españolas nominalmente castellanas, ya que mantienen el topónimo en su propia denominación oficial: Castilla y León y Castilla-La Mancha. Una tercera, la Comunidad de Madrid, es considerada castellana también, enclaustramiento geográfico aparte, por los propios planteamientos de su Estatuto de Autonomía, habiéndose originado su proceso autonómico más en expresión del interés estatal que por desafección popular a la castellanidad del territorio.[cita requerida]
El idioma históricamente más difundido de Castilla es el castellano, lengua romance del grupo ibérico, idioma que tuvo aquí su lugar de nacimiento. El dialecto castellano primigenio se originó en el condado medieval de Castilla (sur de Cantabria y norte de Burgos), con posibles influencias vascas y germanovisigóticas. Los textos más antiguos que se conocen en un romance similar al castellano son las Glosas Emilianenses, escritas por monjes que posiblemente hablaban vasco, tal y como lo muestran las anotaciones en euskera en los márgenes, que se conservan en el Monasterio de Yuso, en San Millán de la Cogolla (La Rioja), localidad considerada centro medieval de cultura, aunque actualmente existen expertos que indican que estos textos no están escritos en castellano sino en dialecto riojano precastellano, una variedad de idioma navarroaragonés, con el detalle de que cuando se redactaron esta región estaba en poder del Reino de Navarra y no del de Castilla, dicha lengua era hablada en la zona junto con el euskera.[cita requerida]
Se extendió al sur de la península gracias a la Reconquista y a los demás reinos peninsulares mediante las sucesivas unificaciones dinásticas (unión con León y Galicia con Fernando III de Castilla, introducción de dinastía castellana Trastámara en la Corona de Aragón y posterior unión con los Reyes Católicos). Si bien el motivo más importante de su expansión por la península ibérica, más allá de las conquistas y uniones de los reinos, y de leyes absolutistas que imponían el castellano a otras lenguas locales, como los decretos de Nueva Planta, fue la prominente posición política y económica de, primero el Reino de Castilla y posteriormente de la Corona de Castilla en el entorno peninsular, con el prestigio cultural que ello conllevó.[cita requerida]
Es en la ciudad de Toledo, en la corte de Alfonso X, donde se crea por primera vez un castellano escrito estandarizado.[cita requerida]
En el s. XV, durante el proceso de unificación española de sus reinos, Antonio de Nebrija publica en Salamanca su Gramática castellana. Es el primer tratado de gramática de la lengua castellana, y también primero de una lengua vulgar europea. La colonización y conquista de América, llevada a cabo simultáneamente, expandió el idioma por la mayor parte del continente americano.[cita requerida]
Hoy en día el español es la segunda lengua nativa del mundo por número de habitantes, es oficial en 21 países y es hablado por cerca de medio millardo de personas en todo el mundo.[cita requerida]

### Otros análisis
En 1737 escribía el valenciano Gregorio Mayans y Siscar en su libro Orígenes de la lengua española lo siguiente: «Por "lengua española" entiendo aquella lengua que solemos hablar todos los españoles cuando queremos ser entendidos perfectamente unos de otros».
Sin embargo, el lingüista venezolano Andrés Bello titulaba su principal obra Gramática de la lengua castellana, y explicaba en las nociones preliminares (3b): «Se llama lengua "castellana" (y con menos propiedad "española'") la que se habla en Castilla y que con las armas y las leyes de los castellanos pasó a América, y es hoy el idioma común de los Estados hispanoamericanos».
En España hay personas que usan el término «español» al referirse a la lengua en contraposición a lenguas extranjeras, y «castellano» con relación a otras lenguas que también son españolas. Este es el uso que recomienda Manuel Seco en su Diccionario de dudas y dificultades del castellano.  Así, en las comunidades autónomas con lengua propia diferente del español, la práctica usual ha sido tradicionalmente llamarlo «castellano», por costumbre e inercia histórica, sin que este término tenga por qué poseer connotaciones políticas.[cita requerida]
Por otra parte, la Constitución española de 1978, en su artículo tercero, utiliza la denominación «castellano» para la lengua, diferenciándola de las otras «lenguas españolas»:

El castellano es la lengua española oficial del Estado. (…) Las demás lenguas españolas serán también oficiales en las respectivas Comunidades Autónomas...

Se afirma que el resto de lenguas habladas en España, como el euskera, el catalán o el gallego, también son españolas. Así también lo recoge el Diccionario panhispánico de dudas, si bien haciendo explícito que por norma general recomienda el nombre «español»:

En España, se usa asimismo el nombre «castellano» cuando se alude a la lengua común del Estado en relación con las otras lenguas cooficiales en sus respectivos territorios autónomos, como el catalán, el gallego o el vasco DPD, RAE y Asociación de Academias de la Lengua Española 2005

Por el contrario, hay quienes argumentan que el término «español» hace referencia a la lengua oficial de España, mientras que un idioma como el gallego hace referencia a la lengua propia de Galicia. El hecho de que provincias como La Coruña sean gallegas y españolas a la vez, son la base de la llamada «cooficialidad» de los idiomas español y gallego.[cita requerida]
En cuanto a los filólogos, unos autores afirman que el español o lengua común española se constituyó, principalmente, a partir de la nivelación o asimilación lingüística entre los dialectos medievales centrales peninsulares (leonés, castellano y navarro-aragonés) y la influencia de los dialectos extremos (gallego-portugués y catalán), por lo que prefieren la denominación de «español» para la lengua común española.
Otros autores, en cambio, afirman[cita requerida] que, aunque el castellano medieval se vio influido en su evolución hacia el español por las otras lenguas peninsulares, los cambios no fueron significativos. De acuerdo con esta teoría, estos autores proponen como denominación preferible el término «castellano», pues es el idioma que surgió en Castilla y según ellos después se extendió por todo el territorio español por la supremacía política del Reino de Castilla sobre los demás reinos peninsulares. Estos autores suelen poner como ejemplo que en el Reino Unido y otros países anglohablantes el idioma se denomina inglés (y no británico), pues es originario de Inglaterra, aunque este caso no es enteramente extrapolable a nuestra lengua, pues el término «castellano» no encuentra eco en otras lenguas como sí lo halla el inglés (y en este caso el término «español»).
Después de que España perdiera sus últimas colonias americanas, algunos intelectuales americanos siguieron empleando el término «América Española», en las primeras décadas del siglo XX. Aunque esto causó rechazo en algunos sectores sociales, todos los países hispanohablantes aceptan que se llame «española» a su lengua, como lo evidencian sus afiliaciones a la Asociación de Academias de la Lengua Española.

## Algunas razones de la controversia en España
La controversia trasciende el debate meramente académico o de adecuación terminológica, ya que con cierta frecuencia el debate se ha mezclado con intencionalidades políticas de diversa índole:

### En España, además del español se hablan otros idiomas
En la península ibérica, posteriormente a la dominación romana jamás se habló un único idioma, y tampoco el castellano ha sido lengua materna ni corriente en todas las provincias. Particularmente el euskera, hablado en la parte central del norte de España, nunca ha tenido emparentamiento con los demás idiomas definidos en la era cristiana, con lo que no se podría hablar de un euskera como idioma español. Cabe mencionar idiomas minoritarios que se hablan en España como el aragonés, asturleonés, caló y otros.

### En España otros idiomas oficiales conviven con el español

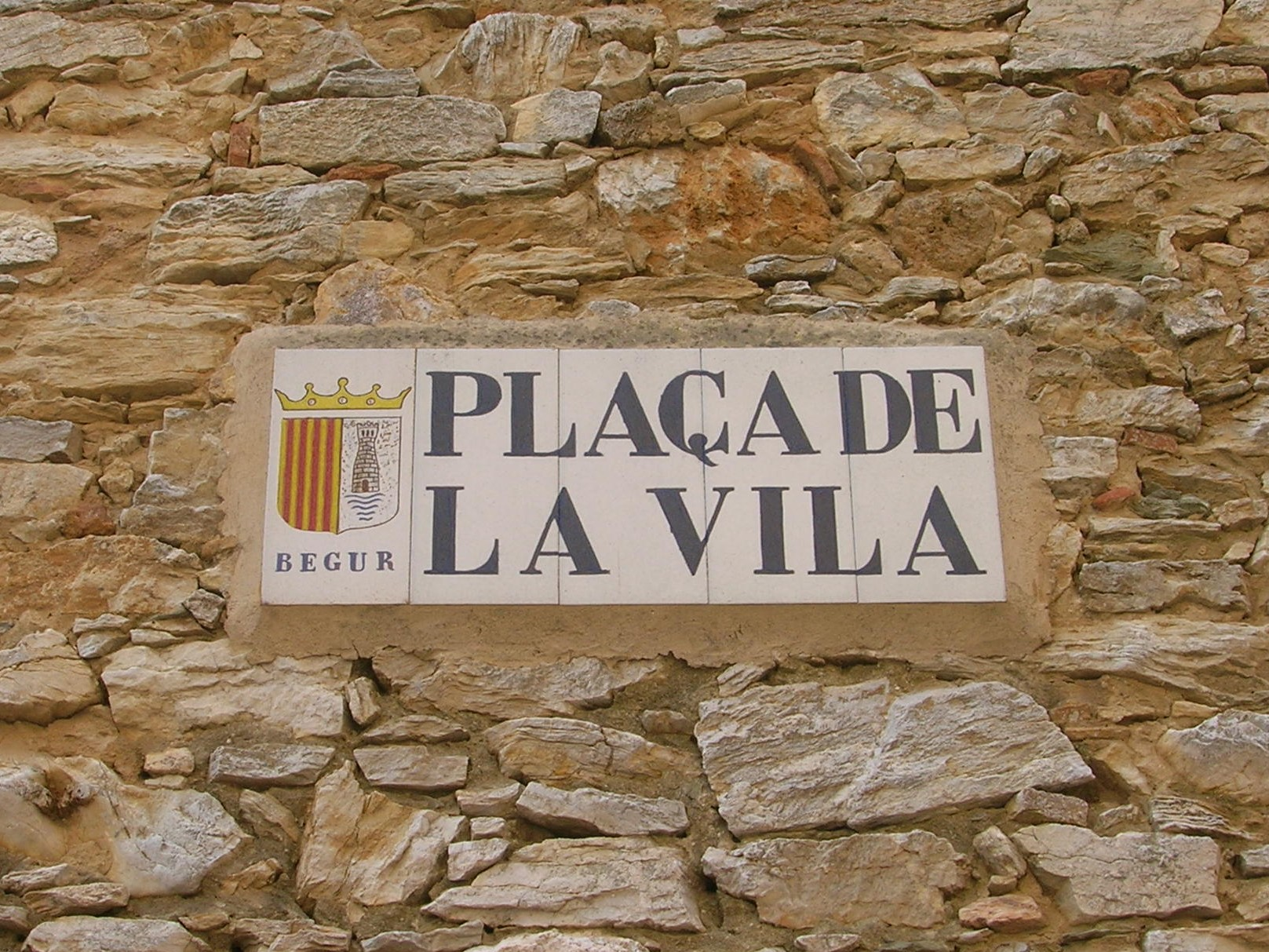
Placa municipal en catalán para una calle de Bagur, que no incluye traducción al español.

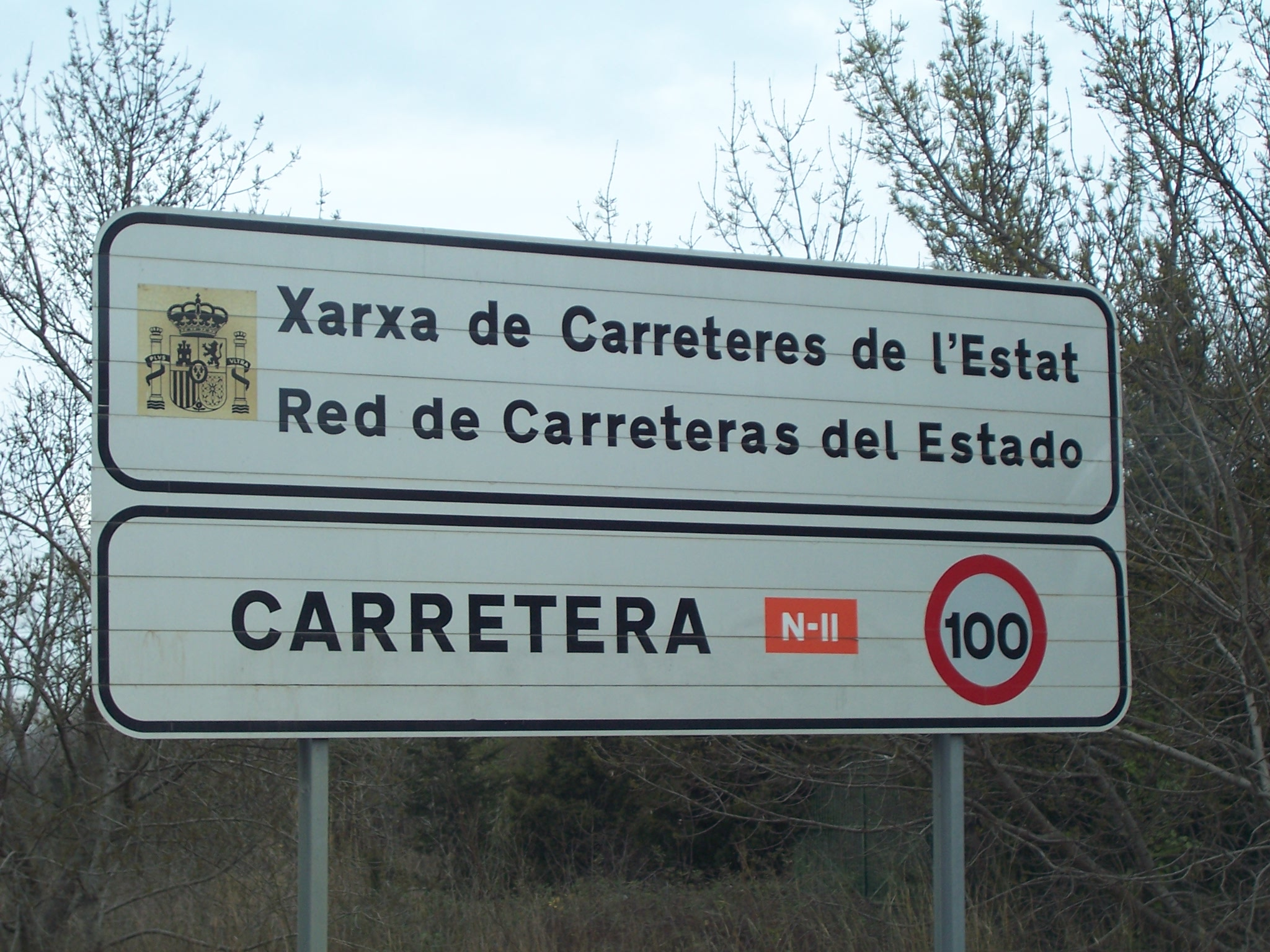
Señal de tráfico bilingüe y con el escudo del España

Durante los siglos XIX y parte del XX las administraciones del Estado español utilizaron el español como único idioma oficial y aceptado, situación desaparecida desde que diversas administraciones territoriales utilizan otros idiomas en todo documento y medio de comunicación oficial (por ejemplo el catalán/valenciano, euskera, gallego, occitano o aranés) aceptando el español como idioma secundario o adicional.

### Distanciamiento político

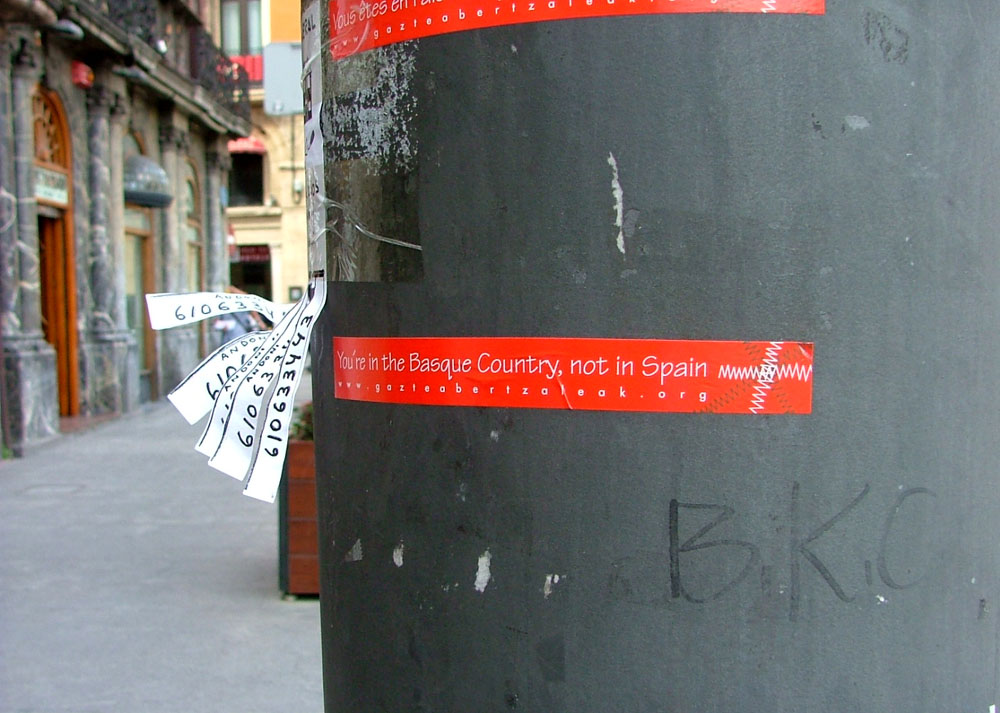
«Estás en el País Vasco, no en España» - una pegatina en inglés de Gazte Abertzaleak en el Casco Viejo (Bilbao).

Dentro de España, en algunas áreas con lengua distinta al castellano se ha preferido tradicionalmente el término castellano por entender que todas las lenguas de España son autóctonas de territorios que son subparte del territorio español. Sin embargo, en los últimos tiempos puede percibirse también una tendencia a utilizar el término español por parte de algunos de estos sectores, más cercanos al independentismo, para reforzar la idea de que territorios como Cataluña, País Vasco, Comunidad Valenciana o Galicia no formarían parte de España (en el sentido de nación española). En contraposición, los sectores españolistas, defienden mayoritariamente el término español para señalar la preeminencia o naturalidad de describir a la lengua común de los españoles.

### Vinculación a la patria del reino
Como intento de resolver debates sobre las diferentes españas, en tiempo de la dictadura de Miguel Primo de Rivera se produce un apropiamiento del término español para evitar la centrifugación patente en las hablas periféricas (andaluz, panocho…). Más tarde, durante la dictadura de Francisco Franco, se rescatan enfoques culturales de reconquista y se reforzará la identificación del español con la indisolubilidad de la patria. Son históricamente cortos los periodos políticos en que a un gobierno estatal le interesa no reconocer otros idiomas en España, y proyecta dicha imagen nacional e internacionalmente.

### Un idioma común en toda España
La Real Academia Española menciona la existencia de un idioma común (el que más habitantes conocen). En España hay diversidad de territorios donde el español es el idioma oficial junto con otros, como son los casos de  Baleares, Cataluña, Comunidad Valenciana, Galicia, Navarra y el País Vasco.

## Preferencias de uso

### Las academias de la lengua española
Las academias de la lengua de los países en los que el término castellano es usado corrientemente (como Chile, Perú o Argentina) han adoptado la denominación de idioma español. Para estas academias, que sugieren el léxico normativo de su país, el término es de origen filológico y no tiene connotaciones políticas. Por ejemplo, según la Academia Argentina de Letras:

En el uso general las denominaciones «castellano» y «español» son equivalentes. No obstante, es preferible, en razón de una más adecuada precisión terminológica, reservar el tradicional nombre de «castellano» para referirse al dialecto de Castilla anterior a la unificación, y llamar «español» —como internacionalmente se hace— a la lengua que desde entonces lleva en sí, junto al viejo tronco, los múltiples aportes que otros pueblos de España y de América han dado al «castellano».

Por su parte la Asociación de Academias de la Lengua Española mediante su  Diccionario panhispánico de dudas, ha declarado:

Para designar la lengua común de España y de muchas naciones de América, y que también se habla como propia en otras partes del mundo, son válidos los términos castellano y español. La polémica sobre cuál de estas denominaciones resulta más apropiada está hoy superada.

Una vez asentado que ambas formas son válidas, todas las academias de la lengua española, a través del DPD, recomiendan en general el uso del nombre español:

Aun siendo sinónimo de español, resulta preferible reservar el término castellano para referirse al dialecto románico nacido en el Reino de Castilla durante la Edad Media, o al dialecto del español que se habla actualmente en esa región.

El Diccionario panhispánico de dudas también indica que en España se usa asimismo el nombre castellano cuando está referido a la lengua común del Estado en relación con las demás lenguas oficiales de cada uno de los territorios autónomos de España (como Cataluña, Galicia y País Vasco).
Desde el punto de vista estrictamente lingüístico, no hay preferencias por una denominación u otra. La ciencia lingüística se limita a estudiar y caracterizar la complejidad de los sistemas lingüísticos interrelacionados que componen un diasistema o lengua histórica (como conjunto más o menos complejos de variedades geolectales, sociolectales y funcionales, variables a su vez en el tiempo), y, terminológicamente, a recoger los diversos usos denominativos de una lengua o familia de variedades. Para la ciencia lingüística, pues, ambos términos son válidos a la hora de designar el diasistema de la lengua histórica llamada popular y oficialmente castellana o española.
En el ámbito normativo-prescriptivo, según la normativa establecida por los principales organismos de política lingüística del área hispanohablante en lo relativo a la codificación del estándar idiomático (Real Academia Española y Asociación de Academias de la Lengua Española), castellano y español son términos sinónimos y válidos, si bien muestran preferencia por la forma español. Así, el Diccionario panhispánico de dudas, aprobado por la Asociación de Academias de la Lengua Española, establece:

Español. Para designar la lengua común de España y de muchas naciones de América, y que también se habla como propia en otras partes del mundo, son válidos los términos castellano y español. La polémica sobre cuál de estas denominaciones resulta más apropiada está hoy superada. El término español resulta más recomendable por carecer de ambigüedad, ya que se refiere de modo unívoco a la lengua que hablan hoy más de cuatrocientos millones de personas. Asimismo, es la denominación que se utiliza internacionalmente (Spanish, espagnol, Spanisch, spagnolo, etc.). Aun siendo también sinónimo de español, resulta preferible reservar el término castellano para referirse al dialecto románico nacido en el Reino de Castilla durante la Edad Media, o al dialecto del español que se habla actualmente en esta región. En España, se usa asimismo el nombre castellano cuando se alude a la lengua común del Estado en relación con las otras lenguas cooficiales en sus respectivos territorios autónomos, como el catalán, el gallego o el vasco.
Diccionario panhispánico de dudas, 2005, pp. 271-272.

Asimismo, el diccionario normativo editado por la Real Academia Española  lleva por título Diccionario de la lengua española desde su XV edición en 1925, siendo su nombre Diccionario de la lengua castellana hasta entonces. Desde su XXII edición en 2011, el Diccionario se elabora en colaboración con la Asociación de Academias de la Lengua Española.

## Nombre del idioma según constituciones nacionales

### Constitución española
La vigente Constitución española de 1978 establece el «castellano» como lengua oficial de España, diferenciándola de las demás lenguas españolas, cooficiales únicamente en la región o comunidad autónoma, junto con el castellano según establezcan los respectivos estatutos de autonomía. Este es el caso del euskera, el catalán/valenciano y el gallego. El artículo 3.1 de la Constitución afirma que «el castellano es la lengua española oficial del Estado» y el artículo 3.2 que «las demás lenguas españolas serán también oficiales en las respectivas comunidades autónomas de acuerdo con sus estatutos». Por su parte, en todos los estatutos de autonomía donde se menciona la lengua, se utiliza siempre la denominación de castellano.

### Constituciones hispanoamericanas
Las constituciones de los países hispanoamericanos donde el castellano/español es lengua oficial o cooficial siguen esta distribución denominativa:
- «Castellano» en siete países con una suma de 150 millones de habitantes: Bolivia,[23] Colombia,[24] Ecuador,[25] El Salvador,[26] Paraguay,[27] Perú[28] y Venezuela.[29]

- «Español» en siete países y un territorio con una suma de más de 60 millones de habitantes: Cuba,[30] Guatemala,[31] Honduras,[32] Nicaragua,[33] Costa Rica,[34] Panamá,[35] República Dominicana[36] y Puerto Rico.[37]

No hay mención alguna de la lengua oficial en las constituciones de Argentina, Chile, México y Uruguay (los cuatro suman más de 200 millones de habitantes).

### Constituciones en África
La única constitución de África donde el idioma es lengua oficial es la de Guinea Ecuatorial, donde es hablado como primera o segunda lengua por el 87,5 % de la población. El término usado en dicha constitución es «español». También se usa el término «español» para referirse a una de las dos lenguas de trabajo de la República Árabe Saharaui Democrática, sin tener un estatus oficial.

### Constitución de Filipinas
El idioma oficial de Filipinas es el filipino; aunque también se usa el inglés junto con lenguas auxiliares oficiales en las distintas regiones. La versión publicada en filipino usa el término «castellano» para referirse al idioma como idioma voluntario: «El castellano y el árabe serán promovidos de manera voluntaria y opcional».